# Pat Hanrahan

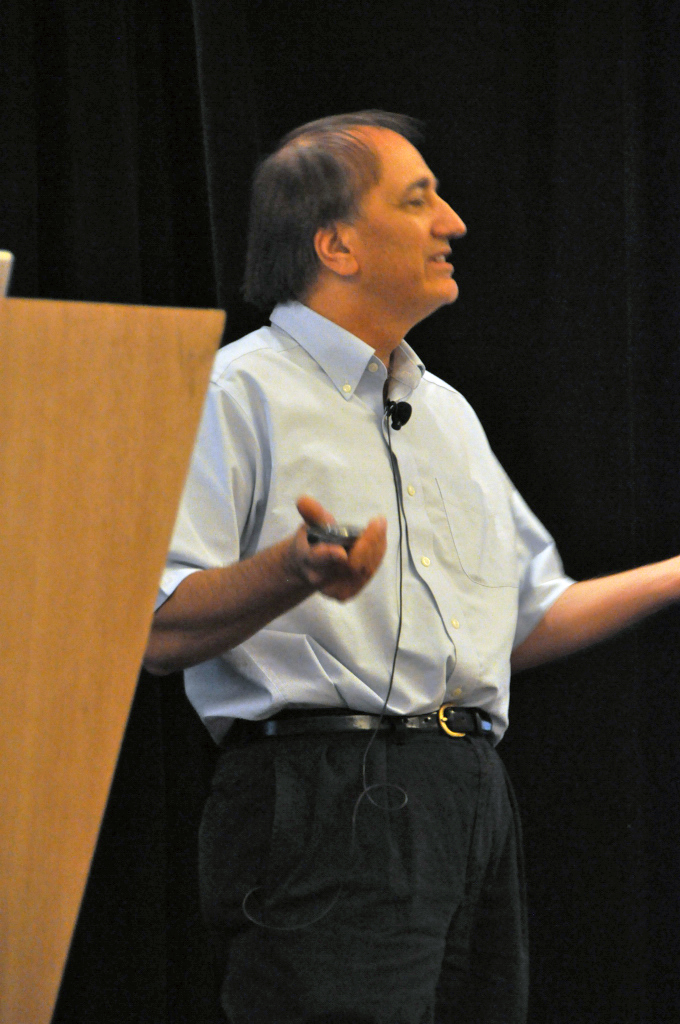
Hanrahan im Jahr 2009

Patrick M. Hanrahan (* 1954) ist ein US-amerikanischer Computergrafik-Ingenieur, Professor für Informatik und Elektrotechnik und Doktor der Biophysik an der Stanford University. Seine Forschung konzentriert sich auf Rendering-Algorithmen, Grafikprozessoren sowie wissenschaftliche Illustration und Visualisierung.
Er erhielt zahlreiche Auszeichnungen, darunter mehrere Academy Awards sowie den Turing Award für das Jahr 2019.

## Ausbildung
Hanrahan wuchs in Green Bay, Wisconsin, auf. Er besuchte die University of Wisconsin–Madison (U.W.-Madison) und schloss sein Studium im Jahr 1977 mit einem Bachelor in Nukleartechnik ab. Dort setzte er seine Ausbildung fort und unterrichtete 1981 als Doktorand einen neuen Informatikkurs in Grafik. Eine seiner ersten Studenten war eine Kunststudentin, Donna Cox, die heute für ihre Kunst und wissenschaftlichen Visualisierungen bekannt ist. Im Jahr 1985 promovierte Hanrahan in Biophysik an der U.W.-Madison. In den 1980er Jahren arbeitete er am New York Institute of Technology, Computergrafiklabor und Digital Equipment Corporation unter Edwin Catmull.

## Weitere Laufbahn
Als Gründungsmitarbeiter der Pixar Animation Studios war Hanrahan von 1986 bis 1989 an der Entwicklung von der RenderMan Interface Specifikation und der RenderMan Shading Language beteiligt. Er war Teil der Credits der Pixar-Produktionen The Magic Egg (1984), Tin Toy (1988) und Toy Story (1995).
1989 wechselte Hanrahan an die Princeton University. 1995 zog er an die Stanford University. Im Jahr 2003 war Hanrahan Mitbegründer von Tableau Software und ist seitdem dort leitender Ingenieur. Im Februar 2005 wurde die Stanford University zum ersten regionalen Visualisierungs- und Analysezentrum des US-amerikanischen Heimatschutzministeriums ernannt, das sich mit Problemen bei der Informationsvisualisierung und visuellen Analyse befasst. Im Jahr 2011 kündigte Intel Research die Finanzierung eines Zentrums für Visual Computing an, das von Hanrahan und Jim Hurley von Intel gemeinsam geleitet wird.
Er wurde 1999 Mitglied der National Academy of Engineering, 2007 Mitglied der American Academy of Arts and Sciences und 2008 Mitglied der Association for Computing Machinery.

## Auszeichnungen
Hanrahan erhielt drei Oscar-Preise für seine Arbeit bzw. Forschung der grafischen Datenverarbeitung: Für RenderMan im Jahr 1993. 2004 erhielt er mit Stephen R. Marschner und Henrik Wann Jensen einen weiteren Oscar für Simulationen der Volumenstreuung unter der Oberfläche in durchscheinenden Materialien. 2014 erhielt er einen Oscar zusammen mit Matt Pharr und Greg Humphreys eine Auszeichnung für ihre Formalisierung und Referenzimplementierung der Konzepte der physikalisch basiertem Rendering (PBR), die in ihrem Buch Physically Based Rendering beschrieben werden.
Hanrahan erhielt 2003 von SIGGRAPH für seine „Führungsrolle bei Rendering-Algorithmen, Grafikarchitekturen und -systemen sowie von neuen Visualisierungsmethoden für Computergrafiken“ eine Auszeichnung.
Im Jahr 2006 erhielt er von der Institute of Electrical and Electronics Engineers den Career Award für Visualisierungsforschung.
Für das Jahr 2019 bekam Hanrahan zusammen mit Edwin Catmull im März 2020 den Turing Award für ihre Pionierarbeit an Computer Generated Imagery.